# Aulagromyza spenceri
Aulagromyza spenceri är en tvåvingeart som beskrevs av Sehgal 1971. Aulagromyza spenceri ingår i släktet Aulagromyza och familjen minerarflugor.
Artens utbredningsområde är Alberta. Inga underarter finns listade i Catalogue of Life.